# Меркурій-сіті-тауер
«Меркурій Сіті Тауер» (рос. Меркурий Сити Тауэр) — хмарочос заввишки 338,8 м, розташований у Москві на території Московського міжнародного ділового центру. На середину 2010-х Меркурій Сіті Тауер був третьою найвищою будівлею в Європі.
Золота Вежа "Меркурій Сіті Тауер» включена в список культурної та історичної спадщини Росії за версією міжнародного проєкту Icons of Russia.

## Хід будівництва
Зведено 75 поверхів над рівнем землі, а також 5 підземних поверхів, на яких розміщені: автостоянка, торгові приміщення і різне технічне обладнання для обслуговування вежі. Загальна площа поверхів хмарочоса 180 000 м², у тому числі 86 000 м надані для офісних приміщень класу «А +», 20 000 м² - житлові апартаменти категорії «люкс». У 2013 році отримано дозвіл на введення об'єкту в експлуатацію, оформляються документи у власність.
Відкриття будівлі відбулося 21 березня 2014 року.

## Історія
Вежа Меркурій Сіті Тауер була спільно розроблена американським архітектором Френком Вільямсом і російським інженерним колективом "Моспроект-2" під керівництвом архітектора Михайла Посохіна. Після смерті Вільямса у 2010 році росіяни змогли переконати голландського архітектора Еріка ван Егераата стати його наступником і таким чином завершити роботу Вільямса.
Будівництво вежі Меркурій Сіті Тауер почалося в 2006 році. Проєкт планувалося завершити до 2009 року, але девелопери "Mercury Development" та "Liedel Investments Limited" вважали за краще пригальмувати проєкт, щоб не виводити будівлю на ринок житла під час Великої рецесії. Станом на 21 квітня 2009 року в башті "Меркурій Сіті" були завершені фундаментні роботи, збудовано п'ять підземних поверхів, і вона була готова до наземного будівництва. Орієнтовна дата завершення будівництва була перенесена на 2010 рік.
1 листопада 2012 року висота вежі "Меркурій Сіті" досягла 338,8 м, обігнавши Московську вежу сусіднього комплексу "Місто столиць" як найвищу будівлю Росії та лондонський "Осколок" як найвищу будівлю Європи, а також стала найвищою будівлею у світі, збудованою із залізобетону.
Будівництво завершено у 2013 році
Влітку 2014 року Південна вежа сусіднього комплексу ОКО перевершила вежу "Меркурій Сіті", ставши найвищою будівлею в Росії та Європі, а також найвищою будівлею, побудованою із залізобетону.
Будівництво велося за рахунок кредиту Сбербанку в розмірі 300 мільйонів доларів США, що створило підґрунтя для спекуляцій про можливий перехід будівлі у власність банку в 2015-2016 роках. Кредит був реструктуризований у 2016 році. Загальна вартість проєкту оцінювалася діловими виданнями в діапазоні від 650 млн доларів США до 1 млрд доларів США.
У травні 2021 року ця будівля, а також китайські та російські дипломатичні об'єкти в Австралії, стали об'єктами повідомлення про замінування голландського спортивного сайту Sportnieuws.nl, який був зламаний особами, що називали себе "Encore Ong" та "Zehang T".